# ويليام بيولي
ويليام بيولي هو سياسي أمريكي، ولد في 21 أكتوبر 1878، وتوفي في 6 نوفمبر 1953. نشط حزبياً في الحزب الجمهوري. وقد انتخب عضو جمعية ولاية نيويورك ‏ وانتخب عضو مجلس ولاية نيويورك ‏.